# Селена (филм)
Селена (на английски: Selena) е американски биографичен филм от 1997 година. Режисьор на филма е Грегъри Нава. Главните роли изпълняват актьорите Джон Седа, Едуард Джеймс Олмос, Дженифър Лопес.
В центъра на сюжета е животът на популярната американска певица от мексикански произход Селена, застреляна от своя позната през 1995 година.

## Бюджет и приходи
Бюджета на филма е $20 000 000, а приходите $38 422 828.

## Награди и номинации
Номинация за „Златен глобус“ ’97 за главна женска роля в мюзикъл на Дженифър Лопес, Номинация за „Грами“ ’98 за инструментална музика към филм.